# 坂元町 (鹿児島市)
坂元町（さかもとちょう）は、鹿児島県鹿児島市の町。旧薩摩国鹿児島郡鹿児島近在坂元村、鹿児島郡吉野村大字坂元。郵便番号は892-0862。人口は3,526人、世帯数は1,511世帯（2020年10月1日現在）。坂元町の一部で住居表示を実施している。

## 地理
鹿児島市北部、稲荷川中流域に位置している。町域の北方に東坂元、南方に下竜尾町、池之上町、西方に玉里団地、若葉町、東方に東坂元、飛び地との間に下伊敷町が接している。
北方と南方の飛び地で形成されている。北方の南部には県警察学校の跡地が所在している。また、町域の中央部を鹿児島県道25号鹿児島蒲生線が南北に通っており、坂元住宅入口交差点で鹿児島県道208号坂元伊敷線が北西方向に分岐している。

### 河川
- 稲荷川

### 町名の由来
「薩隅日地理纂考」によれば、坂元町にある日枝神社について「島津忠久、薩州へ下向の時近江国日吉神社の神様を迎祀し彼の地名に習い坂元と名付くといえり」と記載されており、島津忠久が薩摩へ下向する際に日吉大社を勧請した際に、日吉大社の所在地である近江国坂本村（現在の滋賀県大津市坂本）から名づけられたとされている。

## 歴史

### 坂元の成立
坂元（坂本）という地名は室町時代より見え、薩摩国鹿児島郡のうちであった。中世には矢上氏、長谷場氏の本拠であった。矢上氏の本拠であった催馬楽城があり、暦応3年（1340年）には矢上氏が肝付兼重にくみしたことから島津貞久の弟である資忠・資久は度々催馬楽城を攻撃し、最終的に破っている。
寛正6年（1794年）の「鹿児島諏訪社祭次第」には「三番 丁亥年 坂本 谷山之福本」とあり、坂本という地名はこの頃より見える。

### 近世の坂元
江戸時代には薩摩国鹿児島郡鹿児島近在のうちであり、坂本村とも坂元村とも書かれていた。「歴代制度巻二十」によれば坂元村は鹿児島近在のうちでも近名とされていた。村高（石高）は「天保郷帳」では2,534石余、「旧高旧領取調帳」では948石余、「郡村高辻帳」では2534石余、「三州御治世要覧」では632石余であった。
安永2年に島津重豪が地内に藩校造士館と武芸稽古場を設置した。明治3年に下田村を編入し（その後1881年に再び下田村として分立）、明治初期に坂元村の一部が稲荷馬場町（現在の稲荷町）、春日小路町（現在の春日町）、清水馬場町（現在の清水町）に分割されそれぞれ新たに設置された。

### 町村制施行以後
1889年（明治22年）4月1日には町村制が施行されたのに伴い、鹿児島近在のうち5村（吉野村、坂元村、下田村、川上村、岡之原村）より吉野村が成立した。坂元村の区域は吉野村の大字「坂元」となった。
1934年（昭和9年）8月1日には、吉野村が鹿児島郡西武田村及び中郡宇村と共に鹿児島市に編入された。同日発行の鹿児島県公報に掲載された鹿児島県告示「 鹿兒島市内大字名廢止町名改稱竝ニ區域變更」により「坂元ヲ廢止シ其ノ區域ヲ坂元町（サカモトテウ）ト」することが鹿児島県知事によって許可され、吉野村大字坂元を廃し、新たに鹿児島市の町「坂元町」として設置された。
1935年（昭和10年）に鹿児島市が有料市営墓地の新設に着手し、坂元町に坂元墓地を設置した。1964年（昭和39年）には鹿児島県警察の鹿児島県警察学校が設置された（のちに姶良市平松に移転）。1977年（昭和52年）1月20日には下伊敷町の一部が坂元町に編入された。

### 周辺の住宅地開発と町域再編
1978年（昭和53年）6月19日に、玉里団地地区（玉里団地・若葉台団地）において住居表示を実施することとなり町域の再編が行われた。坂元町及び下伊敷町の各一部より玉里団地二丁目が新たに設置された。1983年（昭和58年）1月31日には冷水・玉里地区で住居表示が実施されることとなり、坂元町の一部が冷水町に編入された。
1984年（昭和59年）1月30日に上之原団地、冷水団地において住居表示が実施されることとなった。それに伴い、町の区域の再編が実施されることとなり坂元町、冷水町及び下伊敷町の各一部より分割され西坂元町が設置された。また同日に辻ヶ丘団地・催馬楽団地の区域において住居表示が実施されることとなった。それに伴い、町の区域の再編が実施され、坂元町の一部より東坂元一丁目及び東坂元二丁目が設置された。1985年（昭和60年）には坂元町の一部にあたる坂元本町地区において住居表示が実施された。
1992年（平成4年）8月10日には坂元町国料地区にて住居表示が実施されたのに伴い、坂元町の一部より東坂元三丁目、東坂元四丁目が設置され、坂元町の一部が皷川町に編入された。1994年（平成6年）3月16日には、上之原辻ヶ丘催馬楽団地地区において住居表示が実施されることとなったのに伴い東坂元二丁目の一部を坂元町に編入した。

### 町（村）域の変遷
| 実施後                   | 実施年             | 実施前                 |
| ------------------------ | ------------------ | ---------------------- |
| 鹿児島郡坂元村（編入）   | 明治3年            | 鹿児島郡下田村（全域） |
| 稲荷馬場町（新設）       | 明治初期頃         | 鹿児島郡坂元村（一部） |
| 春日小路町（新設）       | 明治初期頃         | 鹿児島郡坂元村（一部） |
| 清水馬場町（新設）       | 明治初期頃         | 鹿児島郡坂元村（一部） |
| 鹿児島郡下田村（再分立） | 1881年（明治14年） | 鹿児島郡坂元村（一部） |
| 坂元町（編入）           | 1977年（昭和52年） | 下伊敷町（一部）       |
| 玉里団地二丁目（新設）   | 1978年（昭和53年） | 坂元町（一部）         |
| 玉里団地二丁目（新設）   | 1978年（昭和53年） | 下伊敷町（一部）       |
| 冷水町（編入）           | 1983年（昭和58年） | 坂元町（一部）         |
| 東坂元一丁目（新設）     | 1984年（昭和59年） | 坂元町（一部）         |
| 東坂元二丁目（新設）     | 1984年（昭和59年） | 坂元町（一部）         |
| 西坂元町（新設）         | 1984年（昭和59年） | 坂元町（一部）         |
| 東坂元三丁目（新設）     | 1992年（平成4年）  | 坂元町（一部）         |
| 東坂元四丁目（新設）     | 1992年（平成4年）  | 坂元町（一部）         |
| 皷川町（編入）           | 1992年（平成4年）  | 坂元町（一部）         |
| 坂元町（編入）           | 1994年（平成6年）  | 東坂元二丁目（一部）   |

## 人口
以下の表は国勢調査による小地域集計が開始された1995年以降の人口の推移である。
| 年                 | 人口  |
| ------------------ | ----- |
| 1995年（平成7年）  | 4,069 |
| 2000年（平成12年） | 3,953 |
| 2005年（平成17年） | 4,042 |
| 2010年（平成22年） | 3,825 |
| 2015年（平成27年） | 3,753 |
| 2020年（令和2年）  | 3,526 |

## 施設

### 公共
- 鹿児島市営坂元墓地[36]

### 郵便局
- 鹿児島坂元郵便局[37]

## 小・中学校の学区
市立小・中学校に通う場合、学区（校区）は以下の通りとなる。
| 町丁   | 番・番地                                                                              | 小学校                 | 中学校               |
| ------ | ------------------------------------------------------------------------------------- | ---------------------- | -------------------- |
| 坂元町 | 774～ 782、 803、(805)、 1256～1270、1277～1284、 1286～1299、 1301～1304、 1327 実方 | 鹿児島市立清水小学校   | 鹿児島市立清水中学校 |
| 坂元町 | 1～74 住居表示地区                                                                    | 鹿児島市立坂元台小学校 | 鹿児島市立坂元中学校 |
| 坂元町 | 805・その他                                                                           | 鹿児島市立大龍小学校   | 鹿児島市立清水中学校 |

## 交通

### 道路
主要地方道
- 鹿児島県道25号鹿児島蒲生線
道路管理者である鹿児島県によって拡幅が計画されている上竜尾町から警察学校前停留所までの区間のうち2010年（平成22年）度に催馬楽停留所から同朋寺入口までの1.3キロメートルの拡幅工事が完了した。

一般県道
- 鹿児島県道208号坂元伊敷線